# علوم عجیب (فیلم)
علوم عجیب (به انگلیسی: Weird Science) یک فیلم سینمایی کمدی و علمی تخیلی آمریکایی محصول سال ۱۹۸۵ به نویسندگی و کارگردانی جان هیوز است.

## داستان
دو پسر نابغه تصمیم می‌گیرند یک زن زیبا و کامل و بی نقص را بسازند، اما طولی نمی‌کشد که می‌فهمند حاصل تلاش آنها بیشتر از آن چیزی که انتظارش را داشته‌اند است…